# Pulp
A Pulp egy angol alternatív rock együttes Sheffieldből. Az együttest 1978-ban alapította az akkor 15 éves Jarvis Cocker. Legnagyobb sikert hozó albumuk az 1995-ben megjelent Different Class, amely szerepel az 1001 lemez, amit hallanod kell, mielőtt meghalsz című könyvben, valamint tartalmazza az együttes legnagyobb slágereit, mint a "Common People"-t és a "Disco 2000"-t.

## Diszkográfia
- It (1983)
- Freaks (1987)
- Separations (1992)
- His 'n' Hers (1994)
- Different Class (1995)
- This Is Hardcore (1998)
- We Love Life (2001)
- More (2025)

## Fordítás
- Ez a szócikk részben vagy egészben  a   Pulp_(band) című angol Wikipédia-szócikk fordításán alapul.  Az eredeti cikk szerkesztőit annak laptörténete sorolja fel. Ez a jelzés csupán a megfogalmazás eredetét és a szerzői jogokat jelzi, nem szolgál a cikkben szereplő információk forrásmegjelöléseként.